# 腓力二世 (布倫瑞克-格魯本哈根)
腓力二世（德語：Philipp II. von Braunschweig-Grubenhagen，1533年5月2日—1596年4月4日），腓力一世的幼子，末代格魯本哈根親王（1595年—1596年），韋爾夫家族的成員。如同他的兩個哥哥恩斯特三世與沃夫岡，腓力二世沒有兒子，當他於1596年去世後，格魯本哈根系絕嗣，沃爾芬比特爾系的海因里希·尤里烏斯併吞格魯本哈根。

## 生平
腓力二世是布倫瑞克-格魯本哈根公爵腓力一世與妻子曼斯菲爾德的卡塔莉娜（1501年—1535年）眾多子女之一。腓力二世是九個兄弟姊妹中最小的一個，其中六個成年。腓力一世於1551年去世後，其長子恩斯特三世繼承爵位。恩斯特三世於1567年去世後，其二弟沃夫岡繼承爵位。1595年，沃夫岡也無嗣逝世，其弟腓力二世繼位。
腓力二世迎娶他的表妹布倫瑞克-沃爾芬比特爾的克拉拉（1532年—1595年），後者被任命為甘德斯海姆修道院院長。在新教改革時期，修道院被施馬爾卡爾登聯盟軍隊佔領，隨後遭到洗劫後，克拉拉放棄教職。這對夫婦居住在卡特倫堡的世俗化修道院，腓力二世將其重建為文藝復興風格。
1595年，腓力二世繼承爵位後將住所從卡特倫堡遷至黑爾茨貝格城堡，他在位不到一年。1596年，他無嗣逝世，韋爾夫家族的格魯本哈根支系也隨之消亡，格魯本哈根親王國被他的表弟布倫瑞克-沃爾芬比特爾的海因里希·尤里烏斯吞併。然而，韋爾夫王朝的呂訥堡分支反對吞併，並將此事提交給帝國法院。1617年，經過漫長的法律訴訟，海因里希·尤里烏斯之子腓特烈·烏爾里希不得不將前格魯本哈根公國割讓給布倫瑞克-呂訥堡公爵克里斯蒂安。
腓力二世長眠之地方位於哈茨山麓奧斯特羅德的聖吉爾斯教堂墓室，毗鄰他的父母和兄弟。他的妻子克拉拉於1595年去世。